# Långtjärnen (Gustav Adolfs socken, Värmland, 666288-139690)
Långtjärnen är en sjö i Hagfors kommun i Värmland och ingår i Göta älvs huvudavrinningsområde. Sjön är 6 meter djup, har en yta på 0,038 kvadratkilometer och befinner sig 313 meter över havet.